# Katalin Szőke
Katalin Szőke (ur. 17 sierpnia 1935 w Budapeszcie, zm. 27 października 2017 w Los Angeles) – węgierska pływaczka. Dwukrotna złota medalistka olimpijska z Helsinek.
Specjalizowała się w stylu dowolnym. W Helsinkach zwyciężyła na dystansie 100 metrów oraz w sztafecie kraulowej. Brała udział w IO 56, w tym samym roku osiadła w Stanach Zjednoczonych. Wielokrotnie biła rekordy świata, była mistrzynią Europy. W 1985 została przyjęta do International Swimming Hall of Fame.
Jej ojciec Márton Homonnai był reprezentacyjnym waterpolistą. Była żoną Kálmána Markovitsa.

## Starty olimpijskie
Helsinki 1952
- 100 m kraulem, 4x100 m kraulem -  złoto